# Cà lồ Ba Vì
Cà lồ Ba Vì hay giả sụ Ba Vì (danh pháp Caryodaphnopsis baviensis) là loài thực vật có hoa trong họ Nguyệt quế. Loài này được (Lecomte) Airy Shaw miêu tả khoa học đầu tiên năm 1940.